# Bello, onesto, emigrato Australia sposerebbe compaesana illibata
Bello, onesto, emigrato Australia sposerebbe compaesana illibata è un film del 1971, diretto da Luigi Zampa, interpretato da Alberto Sordi e Claudia Cardinale.

## Trama
Inizio anni settanta. L'italiano Amedeo Battipaglia, emigrato in Australia da lungo tempo trascorso in solitudine, è alla ricerca di una compagna per la vita. Il sacerdote missionario don Anselmo, referente e appoggio per la comunità degli emigranti italiani, gli mostra una fotografia di una certa Carmela, che è una giovane calabrese trapiantata a Roma. Amedeo, convinto di non piacerle, come avvenuto con altre cui ha scritto in precedenza, va a consigliarsi da Giuseppe, un amico ed ex collega di lavoro, che gli suggerisce di scambiare con lui la freccia che lo identifica in una loro foto di gruppo.
Dopo una corrispondenza piena di bugie da ambedue le parti poiché lui si finge un benestante capostazione e lei un'operaia in una fabbrica quando invece si prostituisce, Carmela parte finalmente per l'Australia, dopo una rocambolesca fuga dal suo lenone verso l'aeroporto. L'aereo atterra a Brisbane quindi Carmela e Amedeo s'incontrano. La determinazione e il carattere fiero della bella giovane intimoriscono il timido pretendente che, non avendo il coraggio di rivelarle la verità, si spaccia per Giuseppe, progettando di farsi conoscere nel lungo percorso verso casa. Il viaggio si rivela movimentato: la vecchia auto si guasta definitivamente, Amedeo viene preso due volte dalle convulsioni, conseguenza di una passata puntura di scorpione, Carmela perde il treno e, ritrovandosi senza soldi, è costretta a offrirsi a un uomo del luogo per pagarsi il tragitto.
Nonostante tutto, per Carmela è un'opportunità senza pari per conoscere Amedeo e il nuovo mondo, negli splendori e nelle miserie, non ultimo l'incontro d'addio con Bampo, un amico bresciano di lui divenuto catatonico per le malattie e la solitudine nel suo lavoro nella giungla. I due giungono quasi a destinazione senza alcun progresso. Carmela incontra Giuseppe credendolo ancora Amedeo  per ricevere da costui una serie di amare verità ossia la vera identità del pretendente e le bieche intenzioni dell'altro: farla prostituire per pagare le spese della sua poco fruttuosa miniera.
Carmela, in preda alla rabbia, accoltella Amedeo ma vengono prelevati e allontanati da dei connazionali onde evitare noie con la polizia. I due si ritrovano in treno e Amedeo rassegnato le offre la possibilità di tornare in Italia. Carmela crolla confessandogli di essere una prostituta e di avergli mentito per uscire da quella vita. In un primo momento l'uomo è sgomento, poi le confessa di amarla e volerci stare insieme. Giungono a "Bun Bun Ga", un villaggio di quindici abitanti in mezzo al deserto, che però è una località di finzione cinematografica: Carmela scende dal convoglio controvoglia spinta a forza dagli amici di Amedeo. I quindici abitanti, ora sedici con lei, danno il benvenuto ai novelli sposi. Il treno riparte e da uno scompartimento s'intravede Amedeo entrare in casa recando Carmela in braccio come una sposa.

## Produzione
Il film è stato girato a Roma e in Australia (più precisamente: a Brisbane, Broken Hill, Innisfail, Cairns, Sydney e nell'isola di Dunk Island nel Mar dei Coralli).
La vettura in cui viaggiano per parte del film, è una Morris Minor Serie II Convertibile del 1954.

## Critica
Giovanni Grazzini nel Corriere della Sera del 23 dicembre 1971 scrive: "il film di Zampa non è soltanto divertente. Girato quasi tutto in Australia, fra autentici emigrati italiani, evoca un mondo che la nostalgia per la patria lontana, l'irrealtà dei paesaggi, la singolarità dei costumi, tingono di assurdo e dove tutto è possibile: anche la comica storia di Carmela ed Amedeo, dietro la quale si disegnano dolore e solitudine. La maschera afflitta ed esilarante di Alberto Sordi, che fonde con molta ironia gli elementi tradizionali del suo personaggio e strizza l'occhio alla cara memoria di Stan Laurel, ha un'espressività eccezionale. E azzeccata è la scelta di Claudia Cardinale, sempre a suo agio nei ruoli che comportano toni bruschi e torvi, dove la bellezza si sposa alla fierezza".

## Riconoscimenti
- David di Donatello 1972: miglior attrice protagonista (Claudia Cardinale)